# لاگوسی ۱۲۵۰۷۱
سیارک ۱۲۵۰۷۱ (به انگلیسی: 125071 Lugosi، نامگذاری:2001TX242) صد و بیست و پنج هزار و هفتاد و یکمین سیارک کشف شده‌است که در ۸ اکتبر ۲۰۰۱ کشف شد.